# عوني يوسف
عوني يوسف هو سياسي عراقي كردي، ولد عام 1908 في أربيل. شغل منصب وزير الأشغال والإسكان في حكومة عبد الكريم قاسم.
كان عوني يوسف محاميا ماركسيا غير منتم للحزب الشيوعي، لكنه تزعم الجناح الكردي للحزب الشيوعي العراقي.
ولد في أربيل والتحق بالمدرسة الابتدائية فيها عام 1921، كما أكمل المتوسطة في أربيل، ثم أتم الدراسة في الثانوية المركزية في بغداد. وفي العام الدراسي 1934-1935 التحق بكلية الحقوق فتخرج فيها عام 1939 فانتمى إلى نقابة المحامين عام 1940، ومارس مهنة المحاماة لأول مرة في السليمانية لمدة أربعة أشهر (وكان فيها ثلاثة محامين فقط) إلا أنه أجبر على ترك السليمانية بسبب نشاطه السياسي بأمر من المتصرف فعاد إلى أربيل لممارسة المهنة ولم يكن في أربيل غير محام واحد فقط.
وفي أوائل 1942، اعتقل بأمر من المتصرف مصطفى اليعقوبي بسبب نشاطه السياسي، وقد أبعد على إثرها إلى بغداد وكان رهن الاعتقال عندما صدر أمر تعيينه قاضياً في محكمة زاخو فالتحق بوظيفته في أواسط عام 1942، إلا أنه لم يبق هناك أكثر من ستة أشهر، فنقل إلى الموصل، وكان في طريقه إلى الالتحاق بوظيفته الجديدة فاعتقل مرة أخرى بأمر من متصرف أربيل فارسل إلى معتقل العمارة عام 1942 حيث بقي هناك أكثر من ثلاث سنوات. وفي المعتقل التقى بشخصيات عراقية مثل محمد صديق شنشل وفائق السامرائي وعلوان الياسري وعبد الواحد الحاج سكر، وبقي في المعتقل إلى بداية عام 1946 حيث أطلق سراحه بعد القرار الذي اتخذته حكومة توفيق السويدي بالغاء المعتقلات.
أقام دعوى قضائية على وزير العدل أمام لجنة الحكام والقضاة عندما كان في المعتقل، حيث ألزمت الوزير بدفع رواتبه كاملة منذ اليوم الأول لفصله، فتسلم رواتبه كاملة للفترة التي قضاها في المعتقل. بعد إطلاق سراحه لم يكف عن ممارسة السياسة.
وبعد ثورة 14 تموز 1958، عين رئيساً لمحكمة استئناف كركوك، بعدها أسند اليه رئيس الوزراء عبد الكريم قاسم في تموز 1959 منصب وزير الأشغال والإسكان وبقي في المنصب إلى نهاية عام 1960، حينئذ أعفي من المنصب فعاد إلى ممارسة المحاماة إلى وفاته.
كان عوني يوسف صديقا للشيوعيين وكذلك أعضاء الحزب الديمقراطي الكردستاني، في أواخر شهر تشرين الثاني 1960، طلب عبد الكريم قاسم من عوني يوسف بأن يبعد مصطفى البارزاني من رئاسة الحزب الديمقراطي الكردستاني بحجة كون البارزاني زعيم قبلي لا يصلح لزعامة الحزب ولكن المكتب السياسي للحزب الديمقراطي الكردستاني رفض طلبه، وكان عوني يوسف في حينها يشغل منصب عضو في المكتب السياسي للحزب.